# Timea geministellata
Timea geministellata är en svampdjursart som beskrevs av Gustavo Pulitzer-Finali 1978. Timea geministellata ingår i släktet Timea och familjen Timeidae. Inga underarter finns listade i Catalogue of Life.